# Casa de Campo (Madrid)
Casa de Campo es un barrio de Madrid perteneciente al distrito de Moncloa-Aravaca. Limita al norte con la avenida de Séneca y la Carretera de Castilla, al este con la Avenida de la Memoria, el Paseo de Moret, el Paseo del Pintor Rosales y las calles Ferraz e Irún, al sur con la Cuesta de San Vicente, la Avenida de Portugal, la calle Villamanín y la vía de la línea 10 de metro; y al oeste con el término municipal de Pozuelo de Alarcón y la tapia de la Casa de Campo.

## Transportes

### Cercanías Madrid
La estación de Príncipe Pío (C-1, C-7 y C-10) se encuentra en el barrio.

### Metro de Madrid
Las líneas 5, 6, 10 y Ramal dan servicio al barrio:
- La línea 5 da servicio al barrio con su cabecera sur Casa de Campo
- La línea 6 tiene dos estaciones en Moncloa y Príncipe Pío, y aparte, sus estaciones Ciudad Universitaria, Argüelles, Puerta del Ángel y Alto de Extremadura están situadas muy cerca de los límites del barrio.
- La línea 10 recorre el barrio con parada en las estaciones de Príncipe Pío, Lago, Batán y Casa de Campo
- La línea Ramal da servicio al barrio con su cabecera en Príncipe Pío.

### Autobuses
Son varias las líneas urbanas e interurbanas que recorren el barrio.

#### Líneas urbanas
Dentro de la red de la EMT de Madrid, las siguientes líneas prestan servicio al barrio:
| Línea | Terminales                                      |
| ----- | ----------------------------------------------- |
| 1     | Cristo Rey – Prosperidad                        |
| 21    | Pº Pintor Rosales – Bº El Salvador              |
| 25    | Plaza de España – Casa de Campo                 |
| 33    | Príncipe Pío – Casa de Campo                    |
| 39    | Plaza de España – Colonia San Ignacio de Loyola |
| 41    | Atocha – Colonia Manzanares                     |
| 44    | Callao – Marqués de Viana                       |
| 46    | Sevilla – Moncloa                               |
| 55    | Atocha – Batán                                  |
| 62    | Cristo Rey – Los Puertos                        |
| 65    | Jacinto Benavente – Colonia Gran Capitán        |
| 74    | Pº Pintor Rosales – Parque de las Avenidas      |
| 75    | Callao – Colonia Manzanares                     |
| 82    | Moncloa – Pitis                                 |
| 83    | Moncloa – Barrio de la Paz                      |
| 132   | Moncloa – Hospital La Paz                       |
| 133   | Callao – Mirasierra                             |
| 137   | Ciudad Puerta de Hierro – Fuencarral            |
| 138   | Cristo Rey - San Ignacio                        |
| 160   | Moncloa – Aravaca                               |
| 161   | Moncloa – Aravaca Sur                           |
| 162   | Moncloa – El Barrial                            |
| C1    | Circular 1                                      |
| C2    | Circular 2                                      |
| A     | Moncloa – Campus de Somosaguas                  |
| G     | Moncloa – Ciudad Universitaria                  |
| U     | Av. Séneca – Paraninfo                          |
| N18   | Cibeles – Las Águilas                           |
| N19   | Cibeles – Colonia San Ignacio de Loyola         |
| N20   | Cibeles – Pitis                                 |
| N21   | Cibeles – Arroyo del Fresno                     |
| NC1   | Circular 1                                      |
| NC2   | Circular 2                                      |

- Datos: Q16302441
- Multimedia: Casa de Campo neighborhood, Madrid / Q16302441